# Seekarspitze (Schladminger Tauern, 2350 m)
Die Seekarspitze ist ein 2350 m ü. A. hoher Berg am Westrand der Schladminger Tauern bei Obertauern im Land Salzburg. Am Fuße der Seekarspitze liegt das Skigebiet Obertauern. Die Besteigung des Berges ist von verschiedenen Seiten aus möglich, die einfachste und kürzeste Route führt von Obertauern aus auf den Gipfel, da der Ort bereits auf über 1700 m liegt. Am Fuße der Seekarspitze befinden sich mehrere Seen, die größten sind der Grünwaldsee und Hundsfeldsee. 

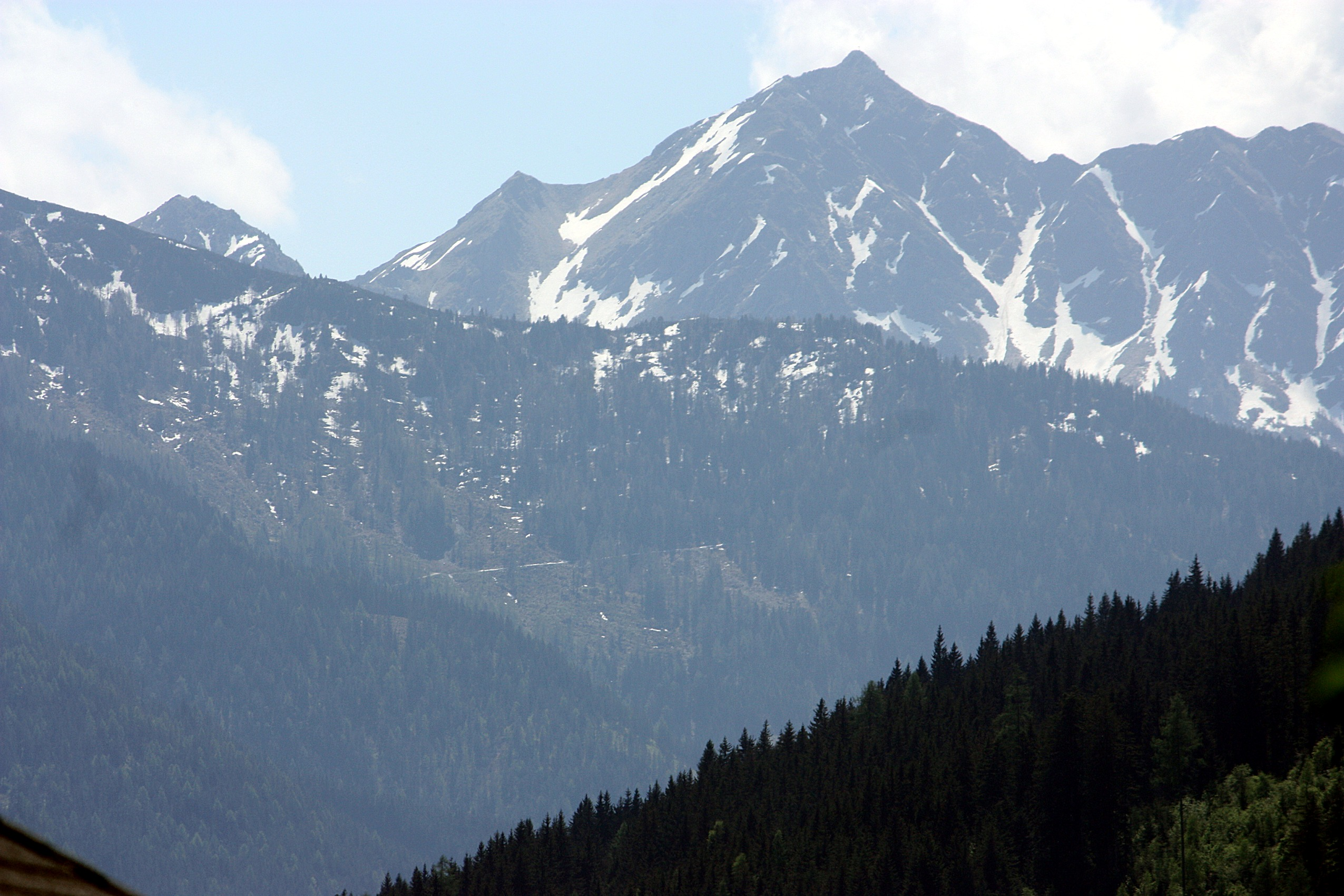
Seekarspitze von Norden
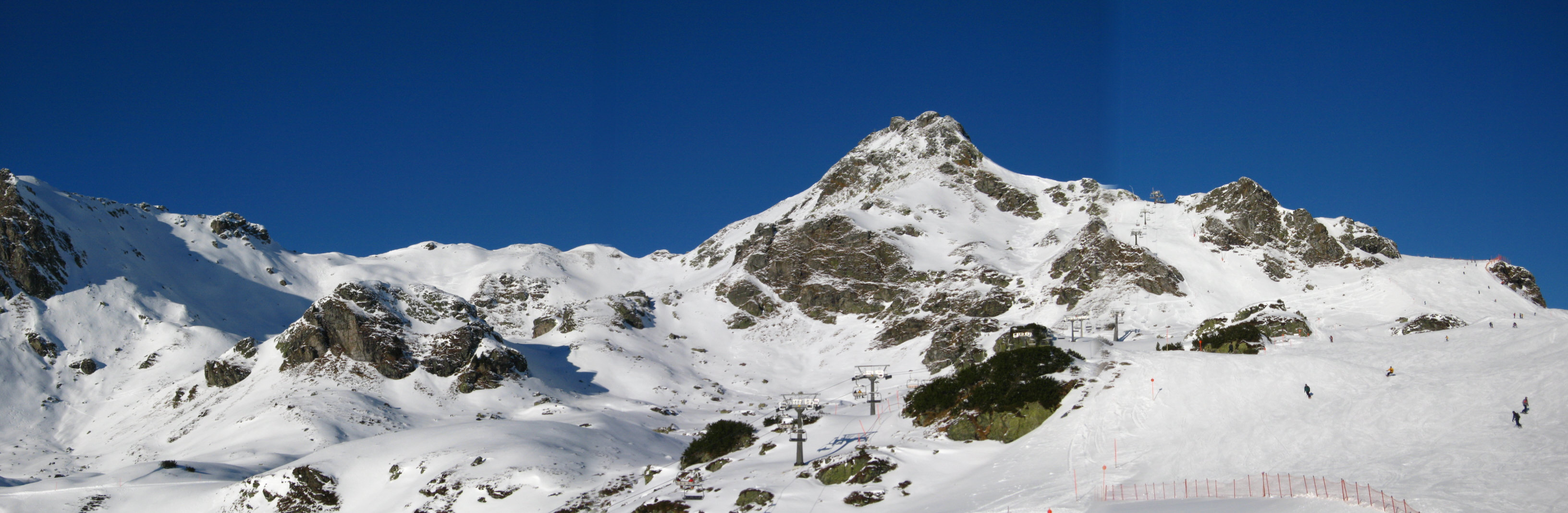
Seekarspitze im Winter von Süden
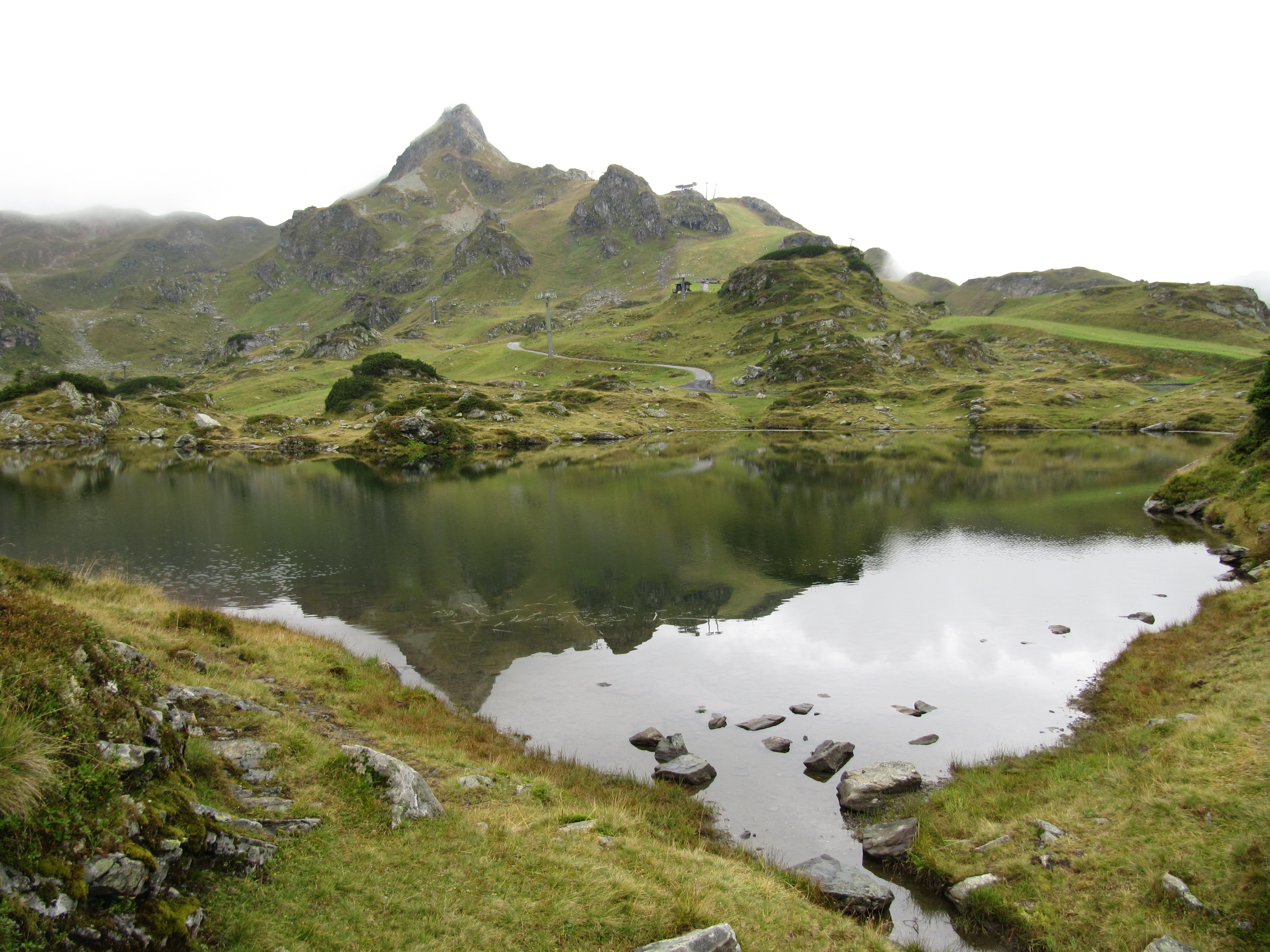
Seekarspitze von Süden über dem Krummschnabelsee
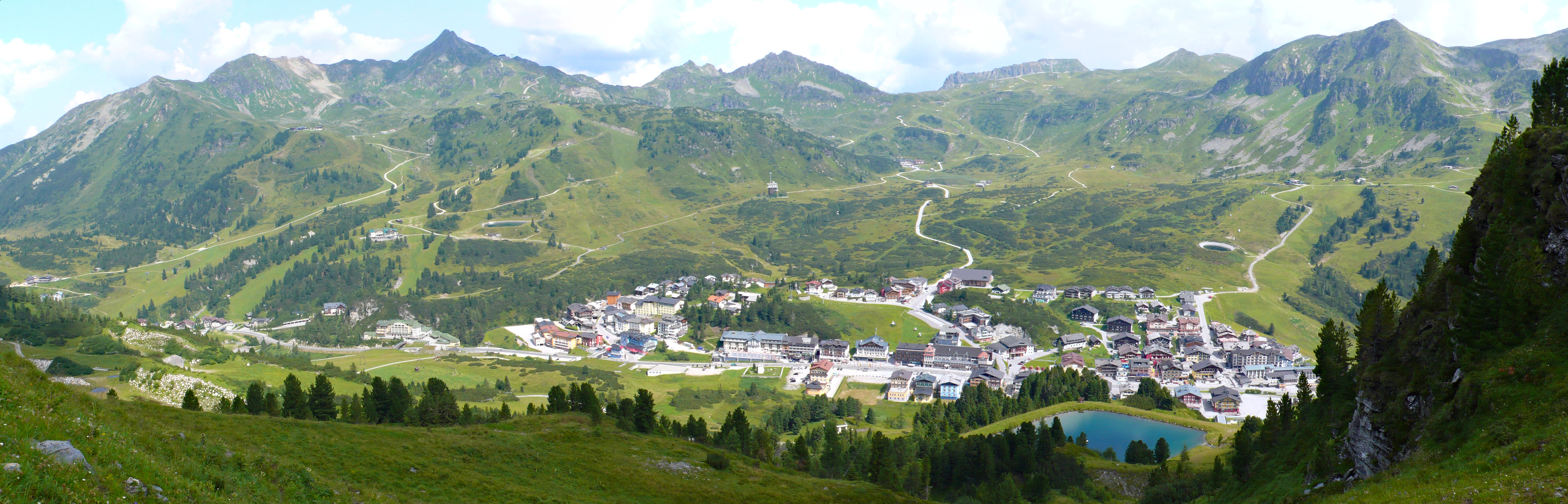
Panorama von Obertauern von Südwesten, Seekarspitze links